# Ligne de Saint-Benoît au Blanc
La ligne de Saint-Benoît au Blanc est une ligne de chemin de fer française à écartement normal qui reliait Saint-Benoît, dans le département de la Vienne, en région Nouvelle-Aquitaine au Blanc, dans le département de l'Indre, en région Centre-Val de Loire.
Seule la section de Saint-Benoît à Mignaloux - Nouaillé est ouverte à toutes les circulations, la section suivante jusqu'à Jardres (située juste avant la limite de déclassement) n'est utilisée que par des trains de marchandises pour la desserte d'un silo.
Elle constitue la ligne no 601 000 du réseau ferré national.

## Histoire

### Chronologie
- 23 décembre 1867, ouverture par la Compagnie du PO de la section de Saint-Benoît à Mignaloux,
- 18 juin 1883, ouverture par l'État de la section de Mignaloux - Nouaillé à Chauvigny,
- 28 septembre 1885, ouverture par la Compagnie du PO de la section de Chauvigny à Saint-Savin,
- 7 novembre 1887, ouverture par la Compagnie du PO de la section de Saint-Savin au Blanc.

### Origine

#### De Saint-Benoît à Mignaloux
À la suite de la déconfiture financière de la Compagnie du chemin de fer Grand-Central de France, son démantèlement est organisé en 1857, au profit de la Compagnie du chemin de fer de Paris à Orléans (PO) et de la constitution de la Compagnie des chemins de fer de Paris à Lyon et à la Méditerranée (PLM). Dans ce cadre, la Compagnie du chemin de fer de Paris à Orléans reçoit, à titre complémentaire, notamment la concession à titre éventuel d'une ligne « de Poitiers à Limoges, le dit chemin se reliant à la ligne de Châteauroux à Limoges à ou près le point de raccordement de cette dernière ligne avec le chemin de Montluçon à Limoges » par la convention signée le 11 avril 1857, avec le ministre des Travaux publics. Cette convention est approuvée par décret le 19 juin 1857. La concession de cette section est devenue définitive lors de la déclaration d'utilité publique du 22 juin 1861.
La ligne de Poitiers à Limoges est mise en service le 23 décembre 1867 par la Compagnie du PO, lorsqu'elle ouvre à l'exploitation les 111 kilomètres de la nouvelle voie qui se débranche de la ligne vers La Rochelle au sud de la gare de Saint-Benoît. En direction de l'est, elle traverse un tunnel de plus de 200 mètres et rejoint la station de Nieuil-l'Espoir, puis celle de Fleuré avant de poursuivre jusqu'à Bersac où elle rejoint la ligne de Châteauroux à Limoges. Le tronçon de Saint-Benoît à un point situé sur la commune de Mignaloux, avant Nieuil-l'Espoir deviendra plus tard la première section de la ligne de Saint-Benoît au Blanc, mais déjà la station de Fleuré, située à 15 kilomètres de Chauvigny, permet le développement de l'activité de ses carrières de calcaire.
La Compagnie met en service trois omnibus quotidiens qui relient Poitiers et Saint-Sulpice-Laurière en quatre heures vingt minutes, il faut cinquante minutes supplémentaires de trajet pour rejoindre Limoges.

#### De Mignaloux - Nouaillé au Blanc
Après cette première mise en service, un projet émerge pour relier Fleuré à Chauvigny par un embranchement, mais il est abandonné lorsque le nouveau projet d'une ligne de Poitiers à Châteauroux par Chauvigny, Le Blanc et Saint-Julien fut pris en compte par l'administration. Le Conseil général de la Vienne vote pour le classement de cette ligne en chemin de fer d'intérêt local, avec deux autres lignes. Il propose une subvention de 5 355 francs par kilomètre pour leurs réalisations. Le préfet transmet la demande au Ministre des travaux publics en 1873. Il répond en 1875 qu'il se gardait le choix de statuer pour leur intérêt local ou général.
La section de Mignaloux - Nouaillé au Blanc est déclarée d'utilité publique par une loi du 7 avril 1879. Non concédée à l'origine, la section de Mignaloux - Nouaillé à Chauvigny, ouverte à l'exploitation, le 18 juin 1883, est exploitée provisoirement par l'Administration des chemins de fer de l'État. La totalité de la ligne de Poitiers au Blanc est concédée à titre définitif par l'État à la Compagnie du chemin de fer de Paris à Orléans (PO), par une convention signée entre le ministre des Travaux publics et la compagnie, le 28 juin 1883. Cette convention est approuvée par une loi, le 20 novembre suivant.
La section de Chauvigny à Saint-Savin a été ouverte, le 28 septembre 1885.
La dernière section, longue de 20 602 mètres, de la gare de Saint-Savin à la gare du Blanc, est mise en service le 7 novembre 1887 par la Compagnie du PO. Outre les gares des extrémités, elle comprend deux stations : Ingrandes - Mérigny et Concrémiers, et une halte : Saint-Aigny - Le Blanc,.

### Fermetures et déclassement
La ligne a été fermée au service des voyageurs entre Mignaloux - Nouaillé et Blanc, le 27 mai 1940. Le service des marchandises a disparu progressivement entre Jardres et Le Blanc de 1988 à 1994.
La ligne fut déclassée de Jardres à Saint-Aigny - Le Blanc (PK 361,400 à 404,000), le 10 novembre 1993 et de Saint-Aigny - Le Blanc au Blanc (PK 404,000 à 407,574), le 17 octobre 2001.

## Caractéristiques

### Tracé et profil
Ligne à voie unique et à écartement normal, non électrifiée. D'orientation générale ouest - est, cette ligne recoupe les vallées de la Vienne, vers Chauvigny ; celle de la Gartempe, vers Saint-Savin et celle de l'Anglin à Ingrandes, avant de franchir la Creuse, en arrivant au Blanc. À Saint-Aigny - Le Blanc se raccordait l'ancienne ligne de Montmorillon à Saint-Aigny - Le Blanc, aujourd'hui déclassée.
C'est une ligne à voie unique au mauvais profil, les déclivités atteignent 15 ‰. La vitesse des trains de voyageurs est limitée à 90 km/h sur la section empruntée par les TER.
Un viaduc en maçonnerie de 19 arches, de 528 m de long et de 38 m de hauteur a été établi peu avant la gare du Blanc, pour franchir la Creuse.

### Gares et haltes

#### Gare en service
- Mignaloux - Nouaillé
- Jardres

#### Gares fermées ou désaffectées
- Saint-Benoît
- Savigny
- Saint-Julien-l'Ars
- Chauvigny
- Paizay-le-Sec
- Saint-Savin
- Ingrandes - Mérigny
- Concremiers
- Saint-Aigny - Le Blanc
- Le Blanc

### Ouvrages d'art
La ligne a nécessité la construction de plusieurs ouvrages d'art remarquables notamment le tunnel de Saint-Benoît, long de 206 mètres, et le viaduc du Blanc, sur la Creuse, qui est constitué de 21 arches pour une longueur de 528 m.
On recense également quatre ouvrages d'une longueur supérieure à 90 m : le pont sur la Vienne (168 m), le pont sur l'Anglin (98 m), le pont sur la Gartempe (97 m) et le viaduc de la Caronnière (92 m).

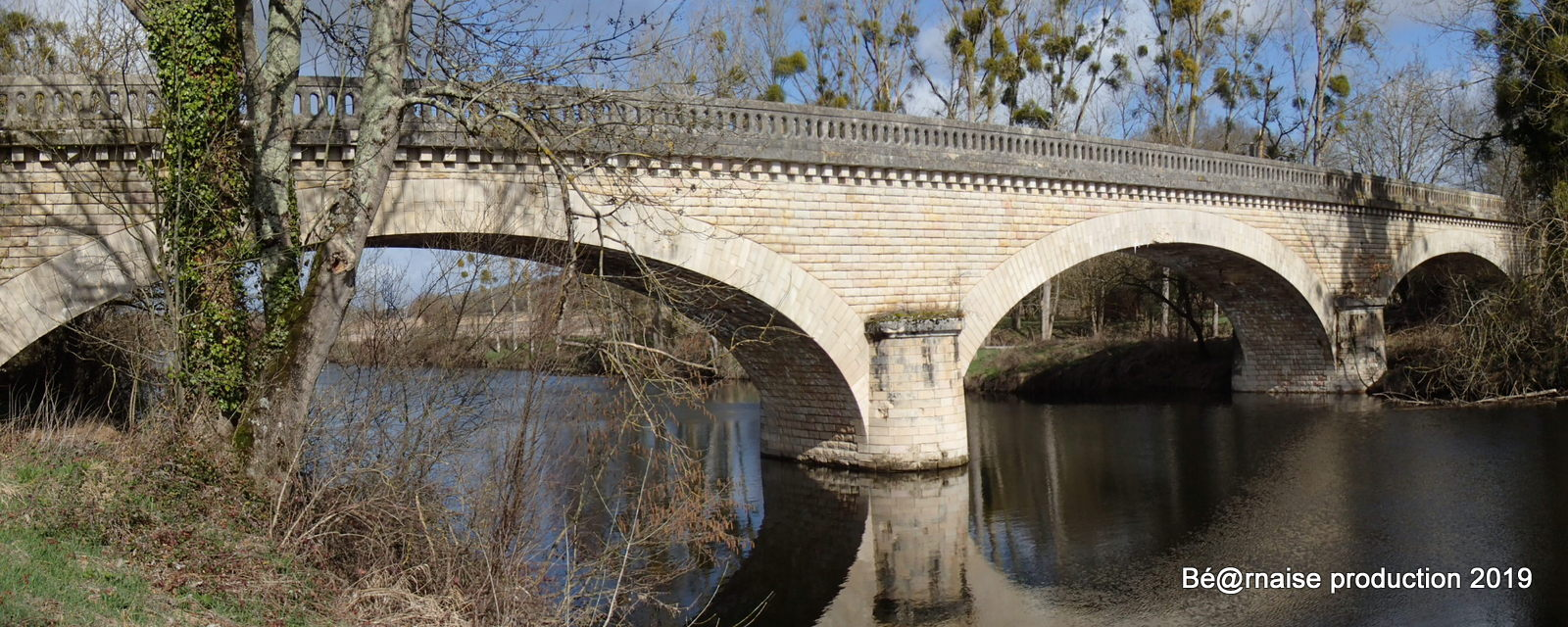
Le pont de la Gartempe à Saint-Savin en 2019.
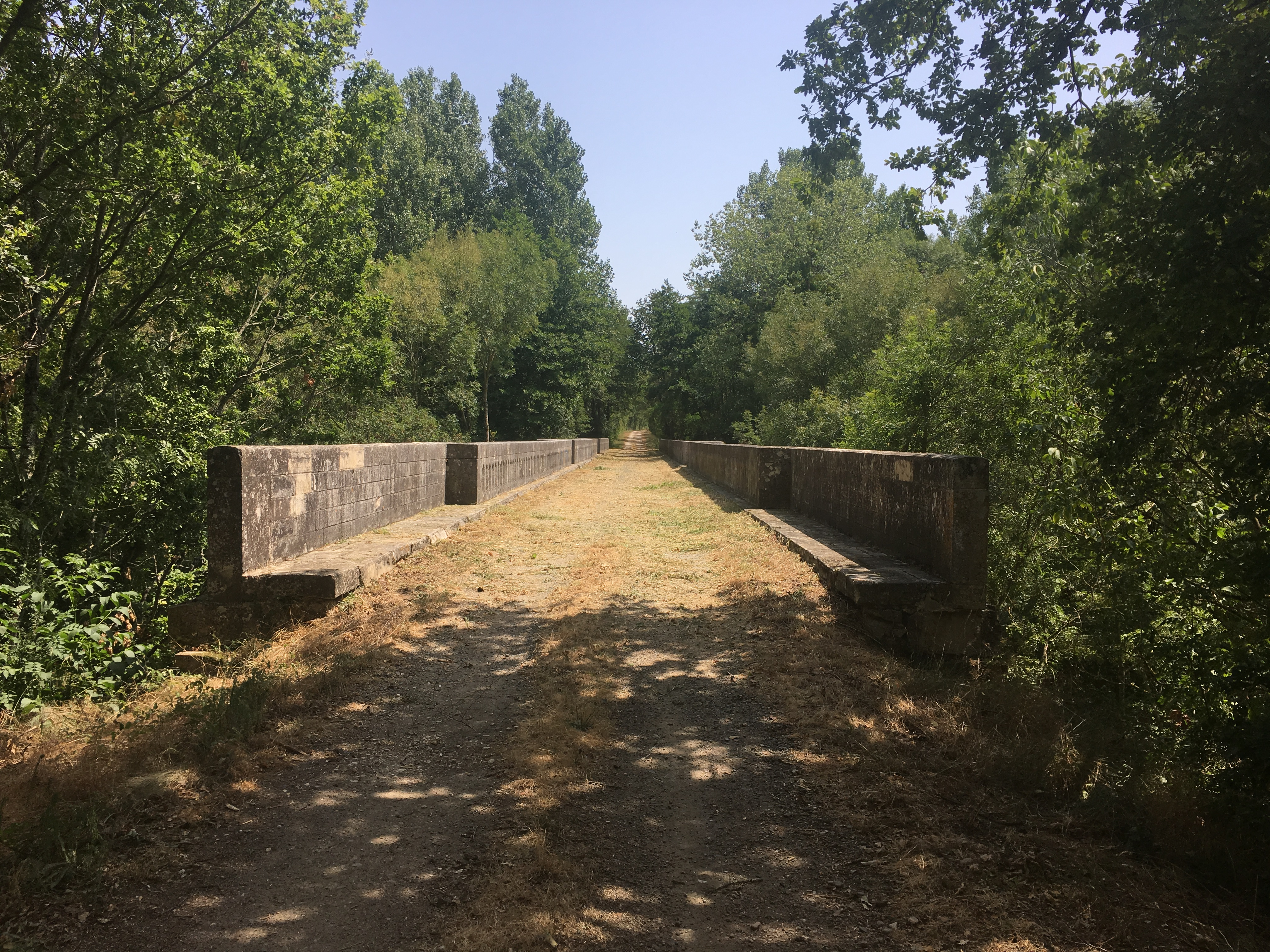
Le pont de l'Anglin à Ingrandes en 2019.
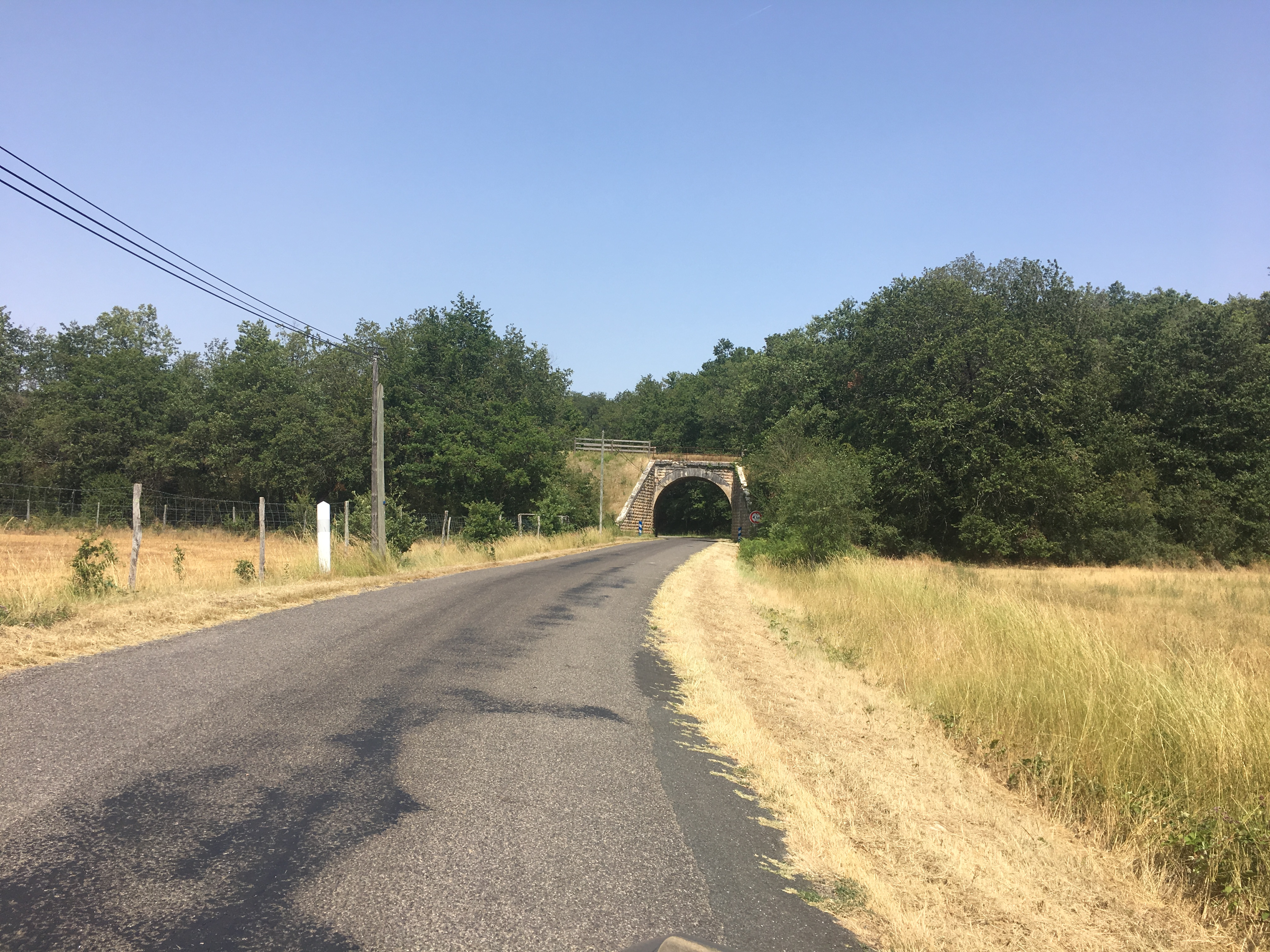
Le pont de la route départementale 50, à Ingrandes en 2019.

## Exploitation
La desserte voyageurs se limite à la section de Saint-Benoît à Mignaloux - Nouaillé, parcourue par des trains TER Nouvelle-Aquitaine, qui assurent la desserte de Poitiers à Limoges.
Il subsiste une desserte fret d'un client embranché en gare de Jardres.

## État actuel
Depuis 2006, la section Concremiers - Le Blanc a été aménagée en voie verte. Celle-ci se nomme Voie verte des Vallées.
Le tronçon d'Ingrandes à Pazay-le-Sec (16 km) non aménagé est un chemin praticable à VTT et vélo tous chemins.
Le tronçon de Chauvigny à Fleix est un vélorail.
Quelques tronçons sont impraticables ou ont disparu.

Voie verte
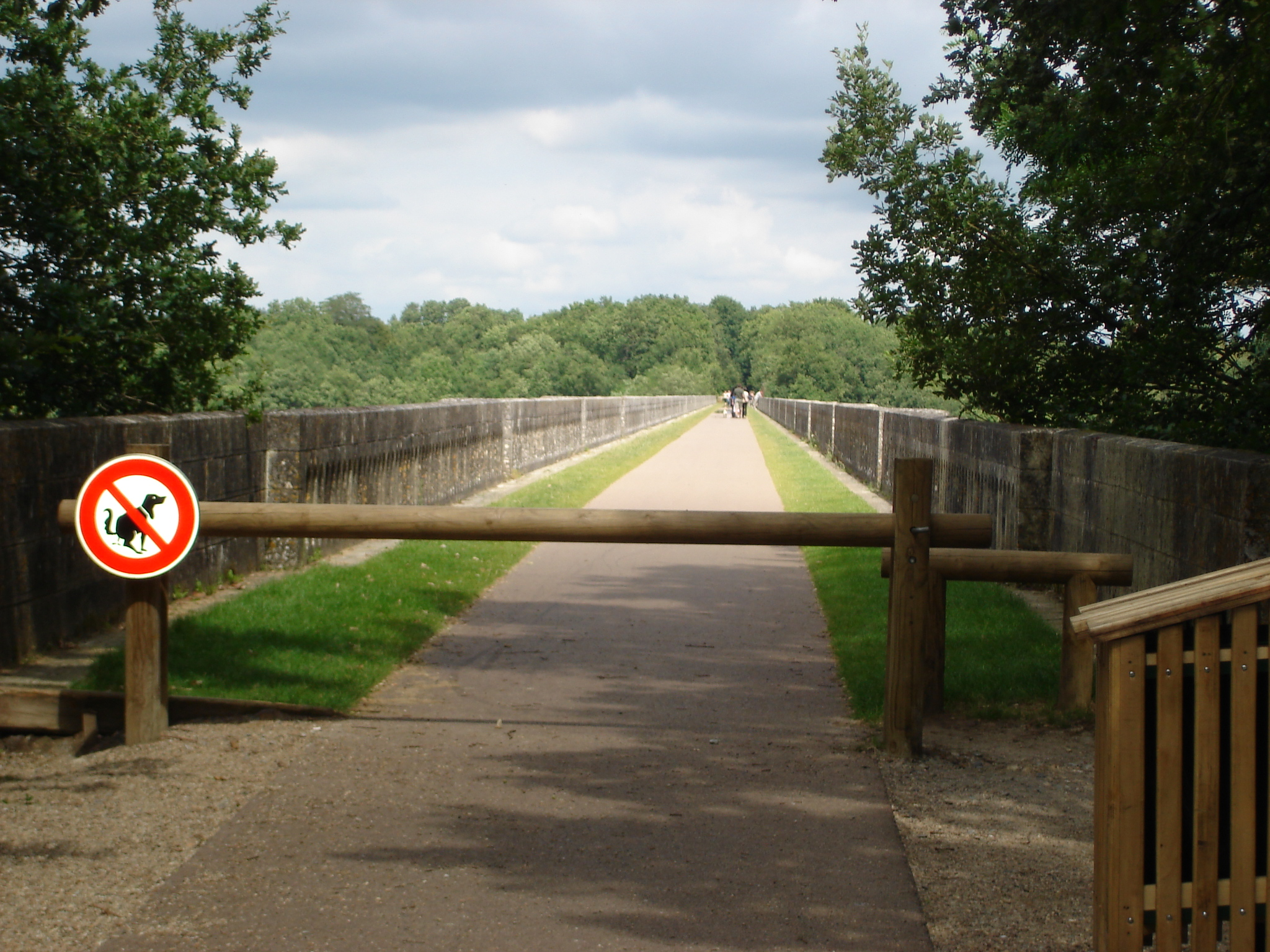
Au viaduc du Blanc.
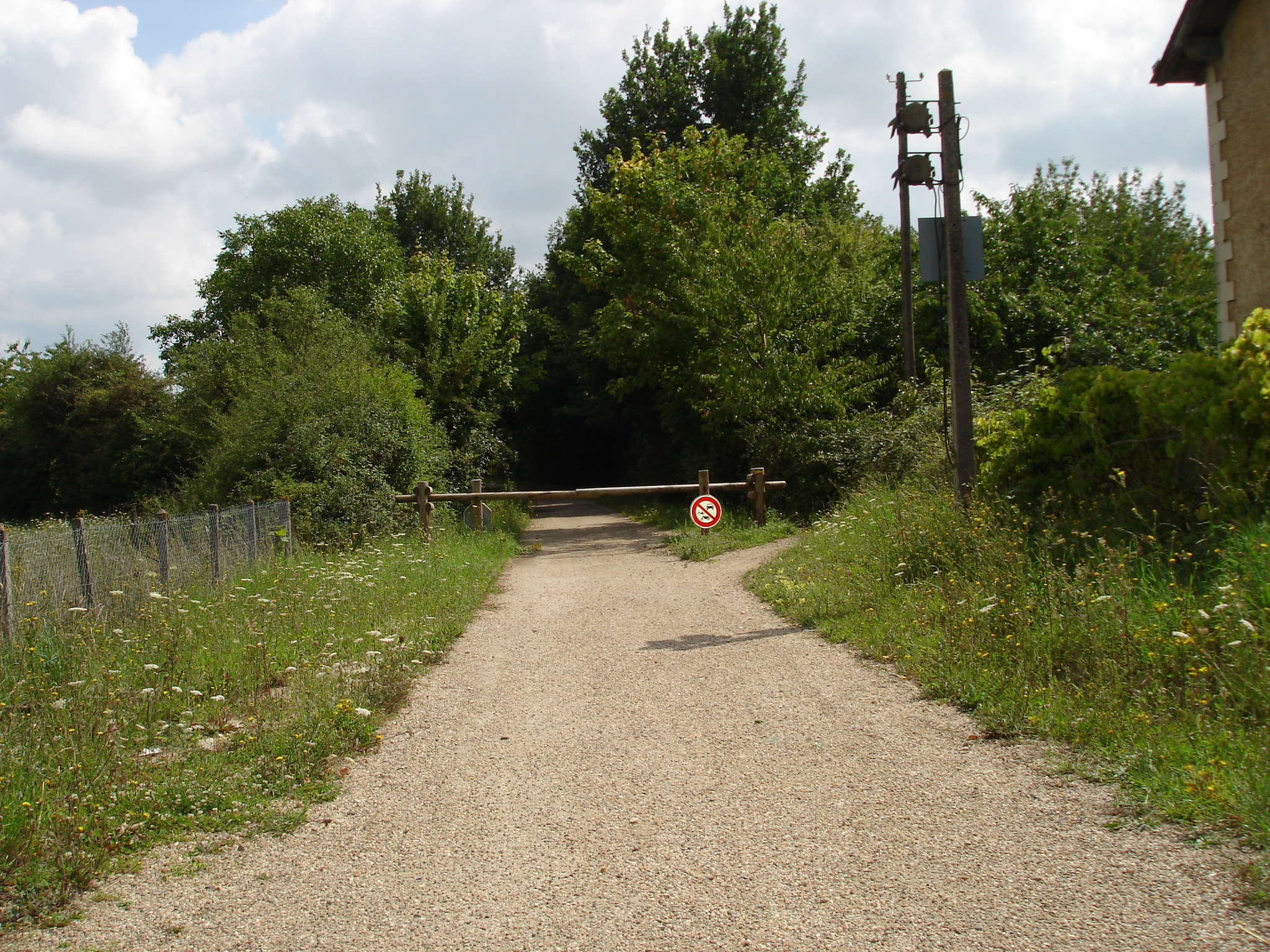
Vue en direction de la gare d'Ingrandes - Mérigny.
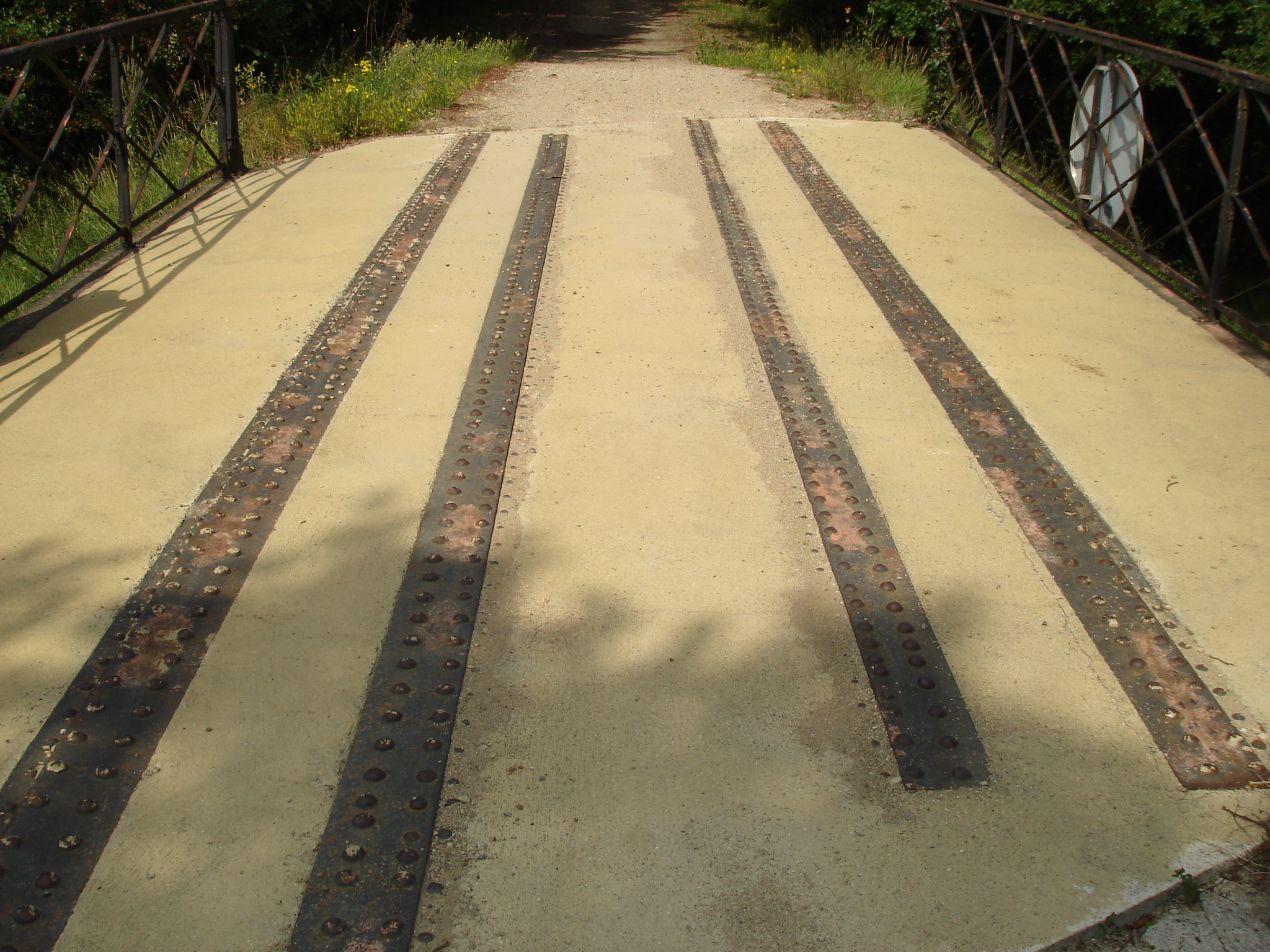
Vestige des voies au pont sur la RD 17.